# دهستان سیوکی
دهستان سیوکی یکی از دهستان‌های بخش سپیدار شهرستان بویراحمد در استان کهگیلویه و بویراحمد ایران است.

## جمعیت
براساس سرشماری عمومی نفوس و مسکن در سال ۱۳۹۵، جمعیت دهستان سیوکی برابر با ۲،۶۸۹ نفر بوده‌است.